# Малімб чорнощокий
Малі́мб чорнощокий (Malimbus scutatus) — вид горобцеподібних птахів родини ткачикових (Ploceidae). Мешкає в Західній Африці.

## Опис
Чорнощокі малімби мають переважно чорне забарвлення, гузка і груди у них червоні. У самців верхня частина голови червона, обличчя чорне, у молодих птахів голова чорна, обличчя і горло червоні. Дзьоб чорний, у молодих птахів блідий.

## Підвиди
Виділяють два підвиди:
- M. s. scutatus (Cassin, 1849) — від Сьєрра-Леоне до західного Того;
- M. s. scutopartitus Reichenow, 1894 — від південно-східного Беніну до південно-західного Камеруну.

## Поширення і екологія
Чорнощокі малімби мешкають в Сьєрра-Леоне, Гвінеї, Ліберії, Кот-д'Івуарі, Гані, Того, Беніні, Нігерії і Камеруні. Вони живуть у вологих тропічних лісах, на узліссях і галявинах, в заболочених і галерейних лісах та в порослих деревами саванах, а також на полях, плантаціях і в садах.

## Поведінка
Чорнощокі малімби зустрічаються парами або невеликими зграйками до 5 птахів, іноді приєднуються до змішаних зграй птахів. Живляться комахами, яких шукають в кронах дерев або ловлять в польоті, а також плодами олійної пальми. Гнізда кулеподібні з довгим трубкоподібним входом, направленим долнизу, розміщуються на пальмах. В кладці від 2 до 4 білих яєць розміром 21,5х16 мм.